# BSX
BSX (англ. Brain specific homeobox) – білок, який кодується однойменним геном, розташованим у людей на 11-й хромосомі. Довжина поліпептидного ланцюга білка становить 233 амінокислот, а молекулярна маса — 25 933.
| 10         |  | 20         |  | 30         |  | 40         |  | 50         |
| ---------- |  | ---------- |  | ---------- |  | ---------- |  | ---------- |
| MNLNFTSPLH |  | PASSQRPTSF |  | FIEDILLHKP |  | KPLREVAPDH |  | FASSLASRVP |
| LLDYGYPLMP |  | TPTLLAPHAH |  | HPLHKGDHHH |  | PYFLTTSGMP |  | VPALFPHPQH |
| AELPGKHCRR |  | RKARTVFSDS |  | QLSGLEKRFE |  | IQRYLSTPER |  | VELATALSLS |
| ETQVKTWFQN |  | RRMKHKKQLR |  | KSQDEPKAPD |  | GPESPEGSPR |  | GSEAATAAEA |
| RLSLPAGPFV |  | LTEPEDEVDI |  | GDEGELGSGP |  | HVL        |  |            |

A: Аланін

C: Цистеїн

D: Аспарагінова кислота

E: Глутамінова кислота

F: Фенілаланін

G: Гліцин

H: Гістидин

I: Ізолейцин

K: Лізин

L: Лейцин

M: Метіонін

N: Аспарагін

P: Пролін

Q: Глутамін

R: Аргінін

S: Серин

T: Треонін

V: Валін

W: Триптофан

Кодований геном білок за функцією належить до активаторів. 
Задіяний у таких біологічних процесах, як транскрипція, регуляція транскрипції. 
Білок має сайт для зв'язування з ДНК. 
Локалізований у ядрі.